# Tenk
Tenk község Heves vármegye Hevesi járásában.

## Nevének eredete
Kristó Gyula gyűjtötte össze a középkori Magyarországon élő nem magyar népekről szóló írásos emlékeket, ezek között megtalálható a besenyő Tenk tulajdonnév. 

## Földrajzi fekvése
A vármegye déli részén terül el; a közvetlen szomszédos települések észak felől Erdőtelek, délkelet felől Átány, délnyugat felől pedig Heves. Arculatát gyönyörű ősparkok és a portákat, utakat elárasztó virágok jellemzik; a lakosok, portájuk rendben tartásával, gondozásával és virágosításával aktívan közreműködnek a településkép kialakításában; a lélekszám gyarapodó.

### Megközelítése
Legfontosabb közúti megközelítési útvonala a 31-es főút, mely áthalad a központján, de a közelében húzódik az M3-as autópálya, amely révén a község könnyen bekapcsolódik az ország vérkeringésébe. A sztráda legközelebbi, mintegy 10 kilométerre lévő csomópontjával (és a 3-as főút kápolnai szakaszával) a 3208-as út köti össze.
Vasútvonal nem érinti, a legközelebbi vasúti csatlakozási lehetőséget a Kál-Kápolna–Kisújszállás-vasútvonal Erdőtelek megállóhelye kínálja.

## Története
Tenk első írásos említése 1310-ből származik Thenky névalakban, de valószínűleg a település már jóval korábban is lakott volt. A török megszállás alatt szinte folyamatosan élelem- és hadianyag- szállítási útvonal volt. A törökök kiűzése után a Szentmáriay család birtoka lett a kiváló adottságokkal rendelkező terület. A védtelen jobbágyfalu nem vonzotta a letelepedni vágyókat, így az 1600-as évek végén Buttler János tulajdonában lévő lakatlan puszta volt. Jelentős változás az újranépesítés terén csak a 18. század végén történt. Az 1780-as években már 369-en éltek a településen.
A 19. században jelentős szerepet játszottak Pusztatenk (ekkor így nevezték) életében a Csoma, a Gyulay, a Soldos és a Papp-Szász nemesi családok. A település szerkezetét meghatározták a középbirtokok és a hozzájuk kapcsolódó nemesi kastélyok elhelyezkedései. Pusztatenk utolsó földes urai a pazonyi Elekek voltak 1952-ig. A falu 1947-ig Erdőtelek község pusztája, majd 1947-ben alakul Tenk önálló településsé (kb. 600 fővel).
A településen 1950-ben, a járásban elsők közt alakult meg a tsz, ahová 1959-ben a község minden dolgozója belépett. A földosztás és a hatvanas évek nagy építkezései során teljesen átalakult a falu képe. Az 1968/70-es években villamosították a községet. A legtöbb portára vezetékes ivóvíz került, valamint befejeződött a művelődési ház építése.
Tenk a rendszerváltás előtti negyven évben megőrizte feudális jellegét: az egykori nemesi kastélyokat, kúriákat alakították át iskolává, óvodává, községházzá. E faluképet a helyi vezetésnek köszönhetően az utóbbi tíz évben sikerült felszámolni.
Műemlék jellegű épülete a volt Papp-Szász kúria, mely 1870 körül épült késő klasszicista, kora neoreneszánsz stílusban. Jelenleg ebben az épületben foglal helyet a polgármesteri hivatal. A községben napjainkban négy kastély található, kettő erősen átépített formában (az ötödiket, a Holler kastélyt elbontották).

## Közélete

### Polgármesterei
- 1990–1994: Török Margit (Tenki Független Faluszövetség)[4]
- 1994–1998: Török Margit (független)[5]
- 1998–2002: Török Margit (független)[6]
- 2002–2006: Török Margit (független)[7]
- 2006–2010: Török Margit (független)[8]
- 2010–2014: Szopkó Tamás (független)[9]
- 2014–2019: Szopkó Tamás (független)[10]
- 2019–2024: Szopkó Tamás (független)[1]
- 2024– : Szopkó Tamás (független)[11]

## Népesség
A település népességének változása:
| Lakosok száma | 1225 | 1193 | 1194 | 1193 | 1129 | 1126 | 1126 |
|               | 2013 | 2014 | 2015 | 2021 | 2022 | 2023 | 2024 |

2001-ben a település lakosságának közel 100%-a magyar nemzetiségűnek vallotta magát.
A 2011-es népszámlálás során a lakosok 78,6%-a magyarnak, 0,6% cigánynak, 0,2% ukránnak mondta magát (21,4% nem nyilatkozott; a kettős identitások miatt a végösszeg nagyobb lehet 100%-nál). A vallási megoszlás a következő volt: római katolikus 61,8%, református 3,5%, evangélikus 0,2%, felekezeten kívüli 2,7% (31,3% nem nyilatkozott).
2022-ben a lakosság 95,6%-a vallotta magát magyarnak, 0,7% cigánynak, 0,4% németnek, 0,2% horvátnak, 0,1% bolgárnak, 2,5% egyéb, nem hazai nemzetiségűnek (4,3% nem nyilatkozott; a kettős identitások miatt a végösszeg nagyobb lehet 100%-nál). Vallásuk szerint 52,5% volt római katolikus, 4% református, 0,4% evangélikus, 0,3% görög katolikus, 1,8% egyéb keresztény, 1,2% egyéb katolikus, 8,4% felekezeten kívüli (31,8% nem válaszolt).

## Gazdasági élet
Számottevő munkaerőt foglalkoztató, a település fejlődésére kiható ipar nem létesült a községben. A rendszerváltás után a község első jelentős eredménye az önálló orvosi körzet megszerzése, amely egy nagyszerű fejlesztéssel, az 1993. október 17-én felavatott egészségügyi központtal vált teljessé, ahol helyet kapott az anya- és csecsemővédelmi szakellátás, valamint 2000-ben ugyanitt került kialakításra a gyógyszertár is. Az első ciklus további eredményei: kiépült a gáz- és a telefonhálózat, megépült a ravatalozó, átadtak három szolgálati lakást, illetve a tűzoltószertárat, elkészült az iskola kézilabda pályája, valamint a második világháborús hősi emlékmű stb.
Az elkövetkező évek nagy beruházása az 1996. szeptember 15-én, a honfoglalás emlékére megépített tornaterem volt (az iskola három új tanteremmel is gyarapodott). A község csatlakozott a jászsági regionális szeméttároló megépítéséhez. Az elmúlt években készült el a millenniumi emlékpark, ahol helyet kapott a település első köztéri szobra (Józsa Lajos szobrászművész alkotása Tenki madonna címmel). Ugyancsak az elmúlt években kapott új tetőszerkezetet az óvoda, tovább javult az oktatási- és közintézmények informatikai ellátottsága stb.
A településen élők főleg kertészkedésből élnek, de néhány kisebb ipari üzem is munkát ad a községben élőknek (a Zalabaromfi feldolgozóüzem és a Delta faipari cég).
Tenk községben jó minőségű, átlag 25 aranykorona értékű föld várja a befektetőket.

## Nevezetességei
- Elek-kastély
- Gyulai-kastély (a mai óvoda épülete)
- Papp-Szász-kastély (ma polgármesteri hivatal)
- egykori kastélyok és a hozzájuk tartozó épen maradt épületek
- Római katolikus templom
- Millenniumi emlékpark
- Sportpálya, ahol egykoron az NB III-ban állt helyt a tenki csapat.

## Külső hivatkozások
- Tenk község honlapja
- Tenk község óvodája
- Tenk az utazom.com honlapján
- Tenk a szeporszag.hu -n